# Елбасан (тврђава)
Тврђава Елбасан, као и град, датирају из 15. века. Изградњом тврђаве Елбасан је постао водеће насеље и средиште тзв. Османске Албаније.
Подигнуо га је 1466. године султан Мехмед II Освајач како би заштитио Via Egnatia са вођеним млетачко-османским ратовима. Мехмед Освајач сасвим намјерно и пробно насељује тврђаву са мигрантима из Скопља - некадашње престонице Стефана Душана (слично настаје као град и Сарајево). Елбасан је својеврсна престоница османске Албаније, јер су током изградње тврђаве Скадра (до 1479) и Драча (до 1501) били млетачки.